# Arborimus longicaudus
Campagnol roux d'Oregon
Espèce
Synonymes
- Arborimus silvicola (A. B. Howell, 1921)[1]
- Phenacomys longicaudus True, 1890[2]

Statut de conservation UICN

 NT  : Quasi menacé
Arborimus longicaudus, communément appelé Campagnol roux d'Oregon, est une espèce de rongeurs de la famille des Cricetidés.

## Répartition
Arborimus longicaudus est endémique de l'Ouest de l'Oregon et se rencontre sur les régions côtières et de Western Cascades (en).